# Audronė
Audronė ist ein litauischer weiblicher Vorname, abgeleitet von audra (dt. Sturm). Die Verkürzung ist Audrė. Die männlichen Formen sind Audronius und Audrius.

## Personen
- Audronė Glosienė (1958–2009), Bibliothekarin, Professorin, Leiterin der Universitätsbibliothek Vilnius
- Audronė Jankuvienė (* 1960),  Journalistin und Politikerin
- Audronė Kaukienė-Jakulienė (1941–2017), Sprachwissenschaftlerin und Professorin
- Audronė Morkūnienė (* 1959), Politikerin, Vizesozialministerin
- Audronė Pitrėnienė (* 1958), Politikerin, Seimas-Mitglied und Bildungsministerin